# Direction nationale de la Police aux frontières
La direction nationale de la Police aux frontières (DNPAF), anciennement appelée Police de l'air et des frontières, est une direction active de la Police nationale chargée de lutter contre l'immigration irrégulière et de contrôler les frontières en France.
Elle pilote l'activité de la filière « police aux frontières » dans les services territoriaux des DDPN/DTPN.
Elle comprend deux services interministériels : l'état-major opérationnel des frontières (EMOF) et l'office de lutte contre le trafic illicite de migrants (OLTIM).

## Histoire
Le 13 décembre 1952, est créée la Sous-Direction de la Police de l’Air, des Frontières et des Chemins de Fer, au sein de la direction centrale des Renseignements généraux. La PAF est directement rattachée à la direction générale de la Police nationale par arrêté du 1er août 1973 signé par Raymond Marcellin.
Le 14 octobre 1994, la Police de l’air et des frontières laisse la place à la Direction centrale du contrôle de l’immigration et de la lutte contre l’emploi des clandestins (DICCILEC). Le 29 janvier 1999, c’est la direction centrale de la Police aux frontières (DCPAF) qui lui succède. Le 29 juin 2023, la DCPAF devient la DNPAF.
La direction nationale de la Police aux frontières compte également quatre commissariats en commun avec l'Allemagne.

## Missions
La DNPAF assure plusieurs missions :
- veiller au respect des textes relatifs à la circulation transfrontalière ;
- lutter contre l’immigration irrégulière sous toutes ses formes (filières, ateliers de travail illégal recourant à la main d'œuvre étrangère, officines de faux documents administratifs) ;
- concourir à la sûreté des moyens de transport internationaux ;
- assurer les missions de police aéronautique (sécurité générale des ports et aéroports) ;
- contribuer à l’éloignement effectif des étrangers séjournant irrégulièrement en France.

La DNPAF est également chargée de la coopération internationale opérationnelle dans les domaines de sa compétence.

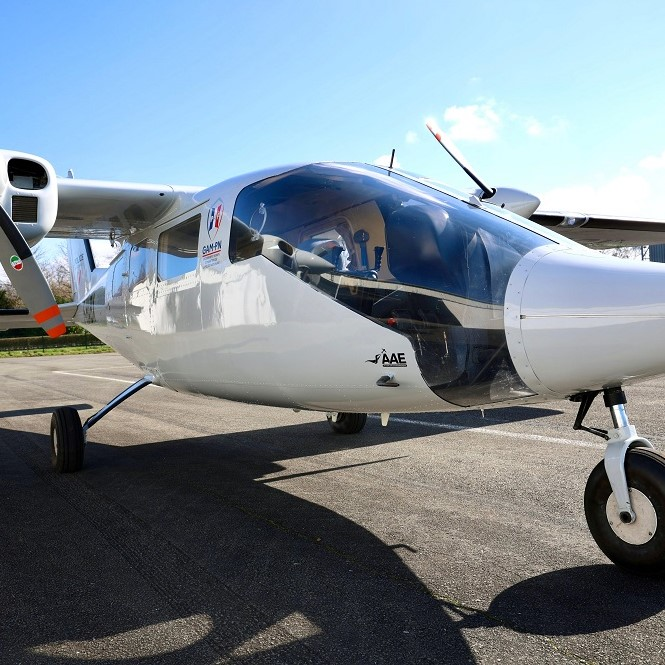
Moyens Aériens DNPAF

## Organisation
La direction nationale de la police aux frontières est dirigée par Valérie Minne (conseil des ministres du 31 octobre 2023)
La direction nationale de la police aux frontières est chargée du contrôle aux frontières, de la lutte contre la fraude documentaire et à l'identité et de la lutte contre l'immigration irrégulière ainsi que de la gestion opérationnelle des centres de rétention administrative. Elle coordonne également l'éloignement des étrangers en situation irrégulière. Son champ d'intervention comprend la sûreté des moyens et infrastructures de transports internationaux, la centralisation des informations relatives aux flux et risques migratoires et leur analyse à des fins opérationnelles. Enfin, cette direction est chargée de la mise en œuvre de dispositifs de coopération opérationnelle internationaux en matière de gestion des frontières.
La DNPAF coordonne par ailleurs les moyens aériens et maritimes de la police nationale et constitue la direction référente drones et lutte anti-drones.
La DNPAF s'articule autour :
- d'une chefferie de cabinet ;
- d'un état-major ;
- d'une sous-direction des frontières, à laquelle appartient la Division nationale de contrôle des transports internationaux (DNCTI) et son unité projetable de contrôle des transports internationaux (UPCTI) ;
- de l’État-major Opérationnel des Frontières (EMOF) ;
- d'une sous-direction de la rétention, de l’éloignement et des procédures, à laquelle appartient l'Unité nationale d'escorte, de soutien et d'intervention (UNESI) ;
- d'une sous-direction du soutien et du pilotage territorial (SDSPT) ;
- du groupement aérien et maritime de la Police nationale (GAM-PN), spécialisé dans l'usage des drones.

Dans le domaine de la lutte contre toutes les formes d'immigration irrégulière organisée (filières, ateliers de travail illégal, emploi d'étrangers sans titre, officines de fabrication de faux documents…), le dispositif opérationnel de la DNPAF est conduit par l'OLTIM ainsi que ses antennes et détachements.

## Cadre d'exercice
Au 1er août 2024, la filière PAF totalisait 11 924 agents.
En France métropolitaine, la DNPAF doit surveiller 7 660 kilomètres de frontières, dont 2 940 terrestres (belges 630 km, espagnoles 690 km, suisses 550 km, italiennes 500 km, allemandes 435 km, luxembourgeoises 75 km) et 4 720 maritimes ; les points de passages carrossables frontaliers : 4 tunnels, les 64 aéroports internationaux, de nombreux ports et certaines gares ferroviaires, etc.